# Engerwitzdorf
Engerwitzdorf là một đô thị thuộc huyện Urfahr-Umgebung thuộc bang Oberösterreich, Áo. Đô thị Engerwitzdorf có diện tích 41 km², dân số thời điểm năm 2006 là 7986 người.